# Kirill Sinitsyn
Kirill Sinitsyn (né le 27 mars 1990) est un coureur cycliste russe.

## Biographie
En 2011, Sinitsyn est contrôlé positif à l'EPO, et suspendu deux ans.

## Palmarès
- 2011
  - Grand Prix d'Adyguée :
    - Classement général
    - 4e étape
- 2014
  - 3e du Tour du Caucase
- 2015
  - Prologue et 3e étape du Grand Prix d'Adyguée